# Can Parellada (Sant Feliu de Llobregat)
Can Parellada és una masia de Sant Feliu de Llobregat (Baix Llobregat) protegida com a Bé Cultural d'Interès Local.

## Descripció
Es tracta d'una masia de planta basilical de finals del segle xviii (data de 1793 esculpida) en la qual, dins de la senzillesa de la façana destaquen la porta dovellada d'entrada, la finestra de la primera planta (amb brancals, ampit i llinda de pedra), i les espitlleres de la darrera planta. Té un petit pati tancat al davant. Prop de la masia, en un nivell més baix, a prop del torrent hi ha la font de Can Parellada, amb un safareig.